# Croce di Einstein

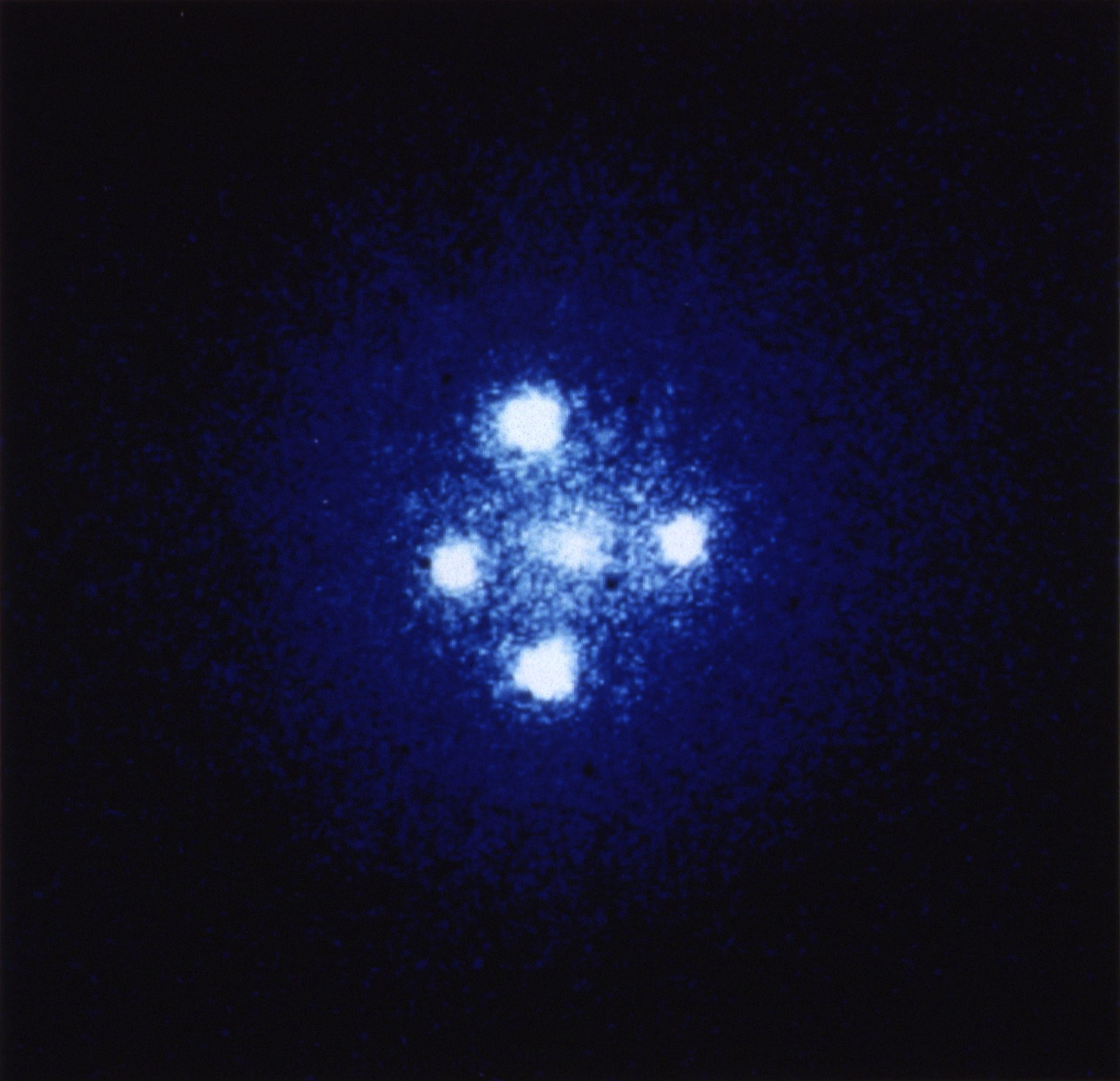
La "Croce di Einstein".

Croce di Einstein è il nome dato all'immagine prodotta dalla galassia ZW 2237 +030 e del quasar G2237 +0305 collocato direttamente dietro ad essa. La galassia, scoperta nel 1985 dall'astronomo John Huchra e distante 400 milioni di a.l. dalla Terra, agisce da lente gravitazionale nei confronti della luce emessa dal quasar circa 8 miliardi di anni luce dietro ad essa, producendo così la caratteristica immagine a croce. In tale immagine, i quattro bracci della croce corrispondono alla luce del quasar deviata per effetto del campo gravitazionale della galassia, la quale è visibile al centro della croce come zona luminosa relativamente più diffusa e meno intensa.
L'immagine prende il nome dal fisico Albert Einstein il quale intorno al 1915 postulò l'esistenza di tali oggetti a forma di croce e ne considerò l'osservazione come possibile verifica sperimentale della relatività generale. Egli tuttavia sostenne che l'allineamento di due corpi celesti sufficientemente massivi necessario per il verificarsi di tale effetto fosse del tutto improbabile e ne abbandonò la ricerca (si noti che la conferma sperimentale dell'esistenza di galassie esterne alla Via Lattea sarà ottenuta soltanto nei primi anni venti).
L'oggetto si trova nella costellazione di Pegaso, alle coordinate AR 22 h 40 m 31 s, DEC + 03° 21' 30,3". Ha una magnitudine apparente di 16,78 ed è quindi visibile solo con telescopi molto potenti.
La scoperta di un'altra "Croce di Einstein" (J2211-3050), è stata annunciata il 18 marzo 2019.
Un'altra croce è stata scoperta nel marzo 2024 dallo strumento MUSE del Very Large Telescope.